# Kinopolis
Die Kinopolis-Gruppe (Eigenschreibweise KINOPOLIS-Gruppe) gehört mit einer über 120-jährigen Unternehmensgeschichte zu den traditionsreichsten deutschen Kinounternehmen. Das in Darmstadt ansässige Familienunternehmen betreibt überwiegend Multiplex-Kinos an bundesweit 18 Standorten mit 159 Leinwänden und rund 28.450 Sitzplätzen und zählt damit zu den größten Kinobetreibern Deutschlands.

## Unternehmen
Die Unternehmensgruppe blickt auf eine über 120-jährige Geschichte zurück: Unternehmensgründer August Daub eröffnete sein erstes Kino 1905 in Baden-Baden. Zehn Jahre später entstand der erste Filmpalast, die Kammer-Lichtspiele in Stuttgart. 1923 erfolgte mit der Gründung der Palast-Lichtspiele AG die Errichtung eines der größten deutschen Filmtheater mit mehr als 1.300 Sitzplätzen. Unter dem Namen Palastbetrieb Schmid & Theile GmbH expandierte das Unternehmen besonders in den 1960er- und 1970er-Jahren. 1970 übernahm Wolfgang Theile von seinem Vater Rolf Theile die Leitung des Unternehmens und baute es zu einer der erfolgreichsten deutschen Kinoketten aus. Nach einem zwischenzeitlichen Joint Venture mit der australischen Kinokette Hoyts sowie einem Verkauf wesentlicher Unternehmensbestandteile an die Kinowelt-Gruppe befindet sich die Kinopolis-Gruppe seit 2002 wieder ausschließlich im Familienbesitz. Seit 2004 wird das Unternehmen in vierter Generation von Gregory Theile geleitet.

## Standorte

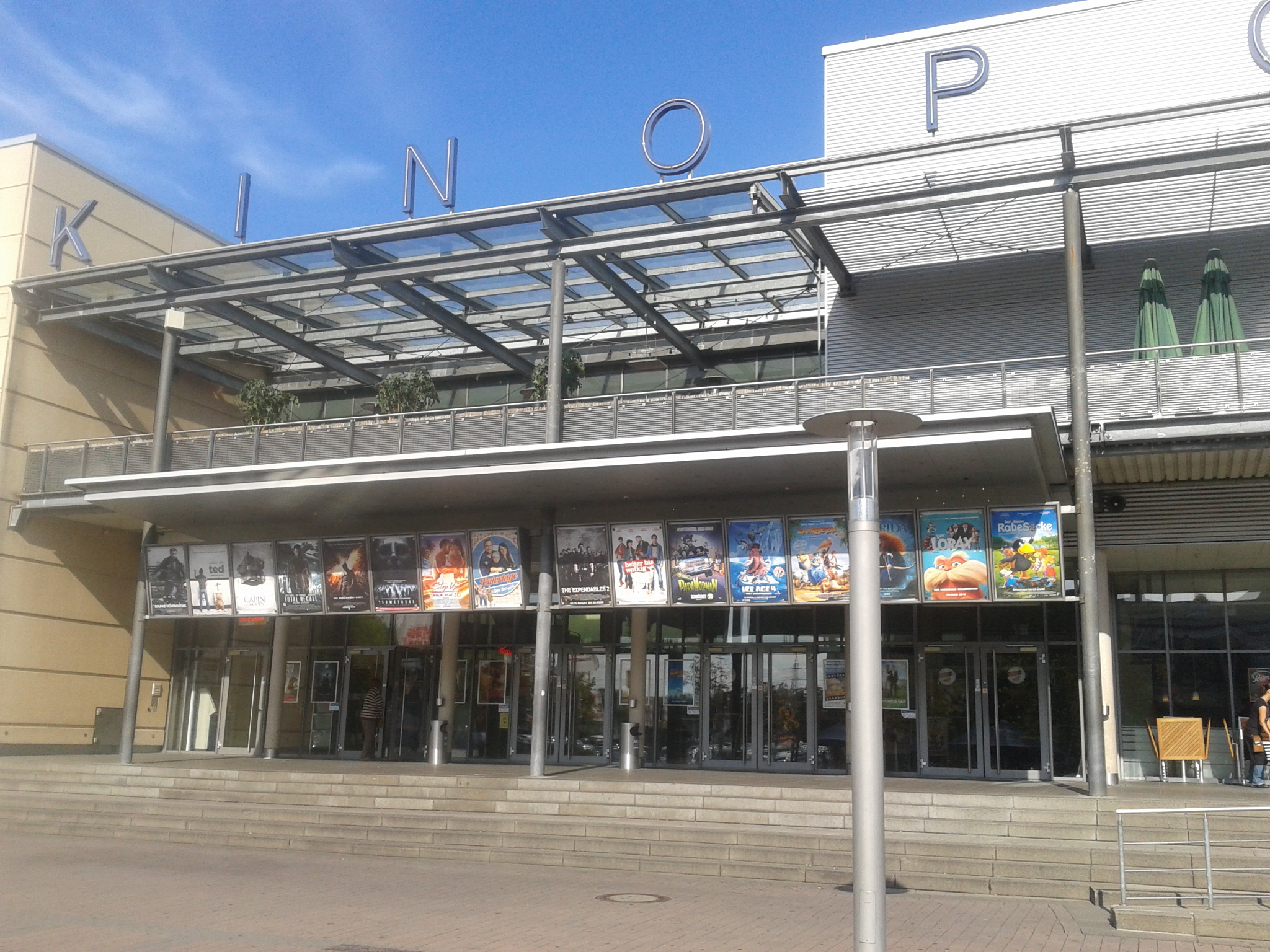
Das Kinopolis in Viernheim

Das Unternehmen ist in erster Linie im mittleren und südlichen Teil Deutschlands vertreten, seit April 2025 allerdings auch in der Hansestadt Hamburg. Zu den größten Standorten zählen der Mathäser Filmpalast in München und die Niederlassungen im Main-Taunus-Zentrum in Sulzbach (Taunus), Viernheim sowie der neu eröffnete Standort in Hamburg, das KINOPOLIS HafenCity. Der überwiegende Teil der zur Gruppe gehörenden Kinos befindet sich in innerstädtischer Lage, die übrigen in unmittelbarer Nähe zu Einkaufszentren. Die einzelnen Standorte variieren sowohl hinsichtlich der Anzahl und Größe der Säle als auch in Bezug auf die Programmstruktur. Das Spektrum reicht dabei vom mehrfach ausgezeichneten Programmkino Rex in Darmstadt bis hin zum besucherstärksten Kino Deutschlands, dem Mathäser Filmpalast in München oder auch dem größten Kino Hamburgs mit 10 Sälen.
Nachdem seit 2009 die Digitalisierung der Kinos in Deutschland an Fahrt gewonnen hatte, konnte Kinopolis im Jahre 2011, als erste deutsche Kinokette, alle Kinosäle auf die neue digitale Projektionstechnik umstellen, um auch 3D-Filmproduktion vorführen zu können. 2011 eröffnete das Unternehmen in Hanau ein neues Multiplex mit 997 Plätzen in acht Sälen. Dieses Kino war das erste des Unternehmens, welches bereits seit Eröffnung ausschließlich digital projiziert.
2013 eröffnete das Unternehmen in Gießen einen Standort. Der Komplex umfasst neun Säle mit insgesamt 1.351 Plätzen, wovon ein Saal, als erster der Gruppe, mit dem neuen Dolby-Atmos-Tonsystem ausgestattet ist. Mittlerweile wurden ein weiterer Saal mit diesem Tonsystem umgebaut. Weiterhin bemerkenswert ist die Kooperation zwischen Kino und Hochschule: Die Technische Hochschule Mittelhessen nutzt vormittags drei Säle als Hörsäle. Außerdem ist im Gebäude die neue Studiobühne des Stadttheaters Gießen untergebracht, die das Theater im Löbershof ersetzen soll. In Gießen betreiben die Rolf Theile Filmtheaterbetriebe (ebenfalls der Kinopolis-Gruppe angehörig) auch das Kinocenter, welches am Ort bereits seit 1912 existiert, und in vier Sälen insgesamt 438 Besuchern Platz bietet. Die Theile-Filmtheater Heli und Roxy stellten, kurz vor der Eröffnung des Kinopolis, den Betrieb ein.
Im Mai 2019 eröffnete im Mathäser Filmpalast das erste Dolby Cinema in Deutschland, ein Premium-Kino-Produkt der Dolby Laboratories.
Im September 2023 wurde mit dem KINOPOLIS Bad Homburg ein weiterer Standort im Rhein-Main-Gebiet eröffnet. Das Kino verfügt über sieben Säle, die alle mit Dolby Atmos ausgestattet sind, und erweitert das Angebot der Gruppe in Hessen. Am 8. April 2025 folgte die Eröffnung des KINOPOLIS HafenCity im Westfield Hamburg-Überseequartier. Mit zehn Sälen und 2.153 Sitzplätzen markiert es den Eintritt der Kinopolis-Gruppe in den Hamburger Kinomarkt. Das hochmoderne Multiplex ist mit neuester Projektions- und Tontechnik ausgestattet und verfügt über das deutschlandweit erst dritte Dolby Cinema.
| Ort                      | Land                | Name                                                    | Säle | Sitzplätze |
| ------------------------ | ------------------- | ------------------------------------------------------- | ---- | ---------- |
| Aschaffenburg            | Bayern              | Kinopolis                                               | 11   | 1.602      |
| Bonn                     | Nordrhein-Westfalen | Kinopolis                                               | 11   | 2.105      |
| Bad Homburg vor der Höhe | Hessen              | Kinopolis                                               | 7    | 950        |
| Darmstadt                | Hessen              | Citydome (Helia, Festival, Programmkino Rex)            | 11   | 1.281      |
| Darmstadt                | Hessen              | Kinopolis (seit Dezember 2013)                          | 8    | 1.840      |
| Freiberg                 | Sachsen             | Kinopolis                                               | 5    | 863        |
| Gießen                   | Hessen              | Kinopolis                                               | 9    | 1.351      |
| Gießen                   | Hessen              | Kinocenter                                              | 4    | 470        |
| Hamburg 1                | Hamburg             | Kinopolis Westfield Hamburg-Überseequartier (HafenCity) | 10   | 2.153      |
| Hanau                    | Hessen              | Kinopolis                                               | 8    | 997        |
| Karlsruhe                | Baden-Württemberg   | Universum City Kinos                                    | 5    | 713        |
| Koblenz                  | Rheinland-Pfalz     | Kinopolis                                               | 14   | 1.759      |
| Landshut                 | Bayern              | Kinopolis                                               | 11   | 1.640      |
| München                  | Bayern              | Gloria Palast                                           | 1    | 242        |
| München                  | Bayern              | Mathäser Filmpalast                                     | 14   | 3.819      |
| Rosenheim                | Bayern              | Kinopolis (ehemals Citydome)                            | 8    | 1.190      |
| Sulzbach (Taunus)        | Hessen              | Kinopolis Main-Taunus                                   | 12   | 3.250      |
| Viernheim                | Hessen              | Kinopolis Rhein-Neckar                                  | 10   | 2.251      |

## Geiselnahme im Kinopolis Viernheim 2016
Am 23. Juni 2016 ereignete sich um 14:45 Uhr eine Geiselnahme im Foyer des Kinopolis Rhein-Neckar in Viernheim. Der Täter kam bei der Erstürmung durch ein Spezialeinsatzkommando ums Leben, weitere Personen wurden nicht verletzt. Die Geiselnahme soll laut Polizei um 18:00 Uhr beendet worden sein. Aufgrund des heißen Wetters waren an dem Tag sehr wenige Besucher im Kino. Es soll sich laut Polizei um einen verwirrten Einzeltäter gehandelt haben. Wie sich später herausstellte, war der Täter nicht mit scharfen Waffen ausgerüstet. Stattdessen verfügte er über eine Schreckschusspistole, ein Schreckschussgewehr und eine Handgranatenattrappe.

## Veranstaltungen im Kino
Neben regulären Filmvorführungen bietet die Kinopolis-Gruppe regelmäßig Sonderveranstaltungen an, die zumeist live per Satellit in die Kinos übertragen werden: z. B. Opern- und Konzertübertragungen wie die Metropolitan Opera aus New York oder das Royal Opera House aus London. Auch Sportveranstaltungen wie Super Bowl oder Fußball-Weltmeister- oder Europameisterschaften werden live auf der großen Kinoleinwand gezeigt. Unternehmen wird darüber hinaus die Möglichkeit geboten über die firmeneigene Vermarktungsagentur CineArt Kinosäle samt Foyer für Veranstaltungen wie Betriebsversammlungen, Schulungen, Tagungen, Produktpräsentationen oder Weihnachts- und Betriebsfeiern zu buchen.